# Ngunut (Dander)
Ngunut is een bestuurslaag in het regentschap Bojonegoro van de provincie Oost-Java, Indonesië. Ngunut telt 3829 inwoners (volkstelling 2010).